# Metoda Bielschowsky’ego
Barwienie metodą Bielschowsky'ego może odnosić się do trzech różnych metod opracowanych przez Maxa Bielschowsky'ego, znajdujących zastosowanie w neuropatologii. Są to:
- metoda srebrzenia według Bielschowsky'ego, uwidaczniająca płytki amyloidowe
- metoda barwienia czerwienią Kongo, również uwidaczniająca płytki amyloidowe
- metoda srebrzenia według Bielschowsky'ego, uwidaczniająca splątki neurofibrylarne.